# Bolivia (periódico)
Bolivia fue un diario matutino boliviano publicado en La Paz de circulación nacional. Fue fundado el 17 de noviembre de 2019 en reemplazo del periódico Cambio. Sus oficinas estaban localizadas en Calle Ayacucho esquina Potosí Nº 1220 (Zona Central), La Paz, Bolivia.
El gobierno de Jeanine Áñez ordenó el reemplazo del antiguo periódico Cambio, aunque manteniendo su formato pero con nueva numeración, incluyendo la flor de patujú en el logotipo.
En mayo de 2021 el gobierno de Luis Arce lo renombra Ahora el Pueblo.

## Historia
El periódico Bolivia inició su publicación el 17 de noviembre de 2019, reemplazando al periódico Cambio. El informativo, perteneciente al Estado Plurinacional de Bolivia,  comenzó sus funciones con Jimena Mercado como jefa de redacción y Óscar Huaygua Delgado como editor general, último director de Cambio. En su primera publicación, Bolivia expresa que "con esta edición se pretende iniciar una etapa de este medio al servicio de los mayores intereses de la patria, de los principios democráticos, la pluralidad y el respeto a los derechos consagrados en la Constitución Política del Estado".

Este medio renace en sus versiones escrita y digital en un período de transición constitucional de un gobierno provisional que tiene como máxima misión llamar a elecciones transparentes que le devuelvan el poder al pueblo y la fe en su voto.

El periódico Bolivia rescata la bandera nacional, la wiphala y el patujú en su portada como símbolos patrios reconocidos en nuestra Constitución, y por eso confía en que es posible un país unido en todas sus diversidades. [...] 
No es desconocido que el país enfrenta una difícil situación política debido a que sectores afines al anterior gobierno de Evo Morales se resisten al mandato transitorio de la presidenta Jeanine Áñez, tras la renuncia del ex jefe de Estado. 
Sin embargo, los mecanismos de protesta que ha empleado el Movimiento al Socialismo han pasado de ser acciones vandálicas hasta llegar a operaciones subversivas. [...]

El desafío ahora es pacificar al país desde todos los niveles del Estado, con la participación de la sociedad, las instituciones y los propios partidos políticos, debido a que la escalada de violencia no solo interrumpió la vida diaria de los ciudadanos, sino que también afectó seriamente al aparato productivo y las exportaciones".

En una entrevista a Marco Santiváñez, responsable de la editorial, realizado el 28 de abril de 2021, anunció que el 1 de mayo de 2021 (Día del trabajador), cerraría el ciclo del periódico "Bolivia", en su lugar se lanzaría otro periódico de editorial estatal, de nombre "Ahora el pueblo". En sus propias palabras señala entre uno de los motivos del cierre del anterior periódico la falta de "pluralidad" en la información.

“Hoy se cierra el ciclo del periódico ‘Bolivia’, porque hoy es tiempo de nuestros pueblos, de nuestro país, por ello el nombre será ‘Ahora el Pueblo’, a partir de mañana (sábado) 1 de mayo, una fecha emblemática para el mundo entero, como es el Día del Trabajador”,